# عصر جنگجویان
عصر جنگجویان (کره‌ای :무인시대 ) یک سریال تلویزیونی تاریخی کره جنوبی است. این سریال از ۸ فوریه ۲۰۰۳ تا ۱۵ آگوست ۲۰۰۴، هر شنبه و یکشنبه ساعت ۲۱:۴۵ (به وقت کره) در ۱۵۸ قسمت از شبکه KBS1 پخش شد. این سومین سریال تاریخی شبکه KBS پس از سریال‌های تجو وانگ گان و  طلوع امپراتوری است که در گوریو اتفاق می‌افتد و بزرگ‌ترین تولید تلویزیونی آن زمان با بیش از ۱۳۰ بازیگر اصلی و هزینه تولید کل ۳۰ میلیارد وون بود.
این سریال که توسط یو دونگ یون نوشته شده و توسط یون چانگ بوم و شین چانگ سوک کارگردانی شده است، ۵۰ سال از حکومت نظامی بر گوریو، از کودتای ۱۱۷۰ تا مرگ چوئه چونگ هون در ۱۲۱۹ را پوشش می‌دهد و عمدتاً در صحنه‌های روباز در مونگ یونگ، گیونگ سانگ شمالی و جچئون، چانگ چئونگ شمالی فیلمبرداری شده است.
سریال «عصر جنگجویان» حدود یک ماه پس از اولین پخش خود، رتبه بینندگانی بین ۲۰ تا ۲۳ درصد را ثبت کرد. این اثر به خاطر صحنه‌های نبرد بی‌وقفه، پیشرفت سریع داستان و تصویرسازی دقیق و واقع‌گرایانه از توطئه‌ها و قتل‌عام‌های بی‌پایان برای تصاحب قدرت مورد تقدیر قرار گرفت.